# Удод, Даниил Олегович
Дании́л Оле́гович Удо́д (укр. Удод Данило Олегович; род. 9 марта 2004, Донецк) — украинский футболист, центральный защитник донецкого «Шахтёра».

## Клубная карьера
Уроженец Донецка, Даниил является воспитанником футбольной академии местного клуба «Шахтёр». Чемпион Детско-юношеской футбольной лиги Украины (ДЮФЛУ) в возрастных категориях до 14 лет (2018 год) и до 15 лет (2019 год). В июле 2021 года отправился в аренду в «Мариуполь» до конца сезона 2021/22. 22 августа 2021 года дебютировал в украинской Премьер-лиге в матче против «Зари», выйдя на замену Станиславу Микицею.

## Карьера в сборной
В 2019 году дебютировал в составе Украины до 16 лет.